# Alliance germano-ottomane

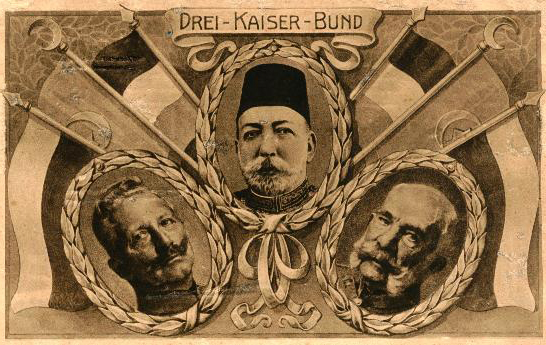
Union des trois Empereurs.

L'alliance germano-ottomane est signée le 2 août 1914 entre l'Empire allemand et l'Empire ottoman. Cet accord est gardé secret dans un premier temps : l'armée allemande est déjà présente à travers ses missions militaires mais l'Empire ottoman souhaite garder officiellement une position neutre pendant le début de la Première Guerre mondiale.
Parmi les signataires figurent le Grand vizir Said Halim Pasha, le ministre de la Guerre Enver Pacha, le ministre de l'intérieur Talaat Pacha et le président du parlement Halil Bey. Le sultan Mehmed V lui-même n'a pas signé le traité.
L'entrée de l'Empire ottoman dans la Première Guerre mondiale ne sera effective que le 29 octobre 1914 avec le bombardement des ports russes de la mer Noire par la flotte germano-ottomane, entraînant la déclaration de guerre de l'Entente aux Ottomans début novembre.